# Betley
Betley is een civil parish in het bestuurlijke gebied Newcastle-under-Lyme, in het Engelse graafschap Staffordshire met 921 inwoners.